# Baltimore Orioles
I Baltimore Orioles sono una delle squadre professionistiche di baseball della Major League Baseball (MLB), con sede a Baltimora. Sono membri della East Division della American League (AL). Sono uno degli otto membri fondatori della lega quando questa fu costituita nel 1901 con Ban Johnson come presidente; inizialmente la squadra aveva sede a Milwaukee col nome di Milwaukee Brewers, prima di trasferirsi a Saint Louis divenendo i St. Louis Browns. Dopo 52 anni con scarse soddisfazioni a St. Louis, la franchigia fu acquisita nel novembre 1953 da un gruppo di uomini d'affari di Baltimora, guidato da Clarence Miles. Il club fu trasferito ufficialmente nella 1954, adattando il nome "Orioles" in onore dell'uccello ufficiale dello Stato del Maryland. Il nome Orioles era stato spesso usato da precedenti squadre sia nelle major che nelle minor league baseball con sede a Baltimora, inclusa la franchigia che sarebbe diventata i New York Yankees. I soprannomi della squadra sono "O's" e "Birds".
Gli Orioles ebbero grandi successi tra il 1964 e il 1983, oltre che a metà degli anni novanta, vincendo complessivamente nove titoli di division (1969–1971, 1973–1974, 1979, 1983, 1997, 2014), sei titoli dell'American League (1966, 1969–1971, 1979, 1983) e tre World Series (1966, 1970, 1983). Cinque loro giocatori sono stati premiati come MVP della stagione: il terza base Brooks Robinson nel 1964, l'esterno Frank Robinson nel 1966, il prima base Boog Powell nel 1970 e l'interbase Cal Ripken, Jr. nel 1983 e nel 1991).
Una delle franchigie dotate di maggior storia nella major league, gli O's hanno subito una serie negativa di 14 stagioni consecutive con un record negativo dal 1998 al 2011. Il 2012 è tornato un record positivo, facendo ritorno ai playoff per la prima volta dal 1997. Nel 2014 vinsero la propria division, qualificandosi per le American League Championship Series per la prima volta in 17 anni, dopo avere battuto i Detroit Tigers nelle American League Division Series 2014.

## Storia

### Gli originali Orioles
I Baltimore Orioles furono una delle squadre più importanti che militavano nella National League di fine Ottocento. Avendo in Wee Willie Keeler, Hugh Jennings, Wilbert Robinson, e Joe Kelley il loro nucleo di squadra, gli Orioles dominarono la National League negli anni novanta di quel secolo. Nonostante gli ottimi risultati di squadra, la franchigia fu vittima della riorganizzazione della lega avvenuta a fine secolo e scomparirono nel 1899. Nel 1901, tuttavia, Ban Johnson, presidente della Western League, una lega minore della regione centrale degli Stati Uniti, approfittando di quanto accaduto due anni prima, organizzò una espansione della propria lega proprio nelle città scartate dalla National League: Washington, Cleveland e Baltimora. Nacque così la American League.

### Gli anni nell'American League

Il logo della franchigia utilizzato fino al 2009

La nuova squadra di Baltimora riprese il nome di Orioles e guidati da John McGraw finirono la stagione regolare quarti con un rispettabile record di 68-65. Nel gennaio del 1903 ci fu un importante incontro tra Ban Johnson e Henry Pullman della National League, in cui i due presidenti raggiunsero un accordo: le due leghe avrebbero continuato a coesistere avendo entrambi lo status di leghe maggiori, furono stabilite regole e campionati simili e vennero istituite le World Series. Ban Johnson però pretese una franchigia a New York per rendere più competitiva la propria lega, ricevendo l'appoggio di tutti gli altri proprietari, escluso il solo John T. Brush, proprietario dei New York Giants militanti nella National League. La franchigia scelta per lo spostamento fu proprio quella degli Orioles che quindi si trasferì a Manhattan prendendo il nome di New York Highlanders ma diventando ben presto famosa come New York Yankees.

### Gli attuali Orioles

Logo ricamato sui cappellini da gioco delle divise degli Orioles, in uso dal 2005

Nel 1952 i St. Louis Browns si ritrovarono ad un passo dal trasferimento a Los Angeles. Tuttavia, visto che nessun'altra squadra dell'American League aveva sede nella costa ovest, i problemi di spostamento all'interno della lega sarebbero stati enormi. Il trasferimento saltò, ma la questione per i Browns rimase aperta: ormai considerati unanimemente la seconda squadra di Saint Louis, dietro i più famosi St. Louis Cardinals, i Browns colsero l'occasione per una svolta e nel 1953 prima vendettero il loro campo da gioco ai Cardinals stessi e poi si trasferirono a Baltimora. Giunta nel Maryland la franchigia riacquistò l'originale nome di Baltimore Orioles diventando in poco tempo una delle squadre con più seguito nell'American League.

### Il presente

Il logo utilizzato dal 2009

Dopo i primi anni difficili gli Orioles trovarono una continuità di risultati che li portò alla loro prima apparizione alle World Series nel 1966, coronata dal loro primo titolo. Le stagioni migliori stavano inoltre per arrivare: a cavallo tra gli anni sessanta e i '70 gli Orioles arrivarono alle World Series per ben quattro volte conquistando il secondo titolo nel 1970. Infine nel 1983, dopo una regular season da 98 vittorie, i Baltimore Orioles vinsero il loro terzo titolo, potendo festeggiare la stagione successiva come campioni in carica il loro 30º anniversario. Gli Orioles hanno chiuso la stagione 2006 con un record negativo di 70 vinte e 92 perse.

## Apparizioni nei Playoff
| Anno             | Wild Card Game | Wild Card Game | ALDS              | ALDS | ALCS              | ALCS | World Series          | World Series |
| ---------------- | -------------- | -------------- | ----------------- | ---- | ----------------- | ---- | --------------------- | ------------ |
| 1944 (St. Louis) |                |                |                   |      |                   |      | St. Louis Cardinals   | S            |
| 1966 (Baltimore) |                |                |                   |      |                   |      | Los Angeles Dodgers   | V            |
| 1969             |                |                |                   |      | Minnesota Twins   | V    | New York Mets         | S            |
| 1970             |                |                |                   |      | Minnesota Twins   | V    | Cincinnati Reds       | V            |
| 1971             |                |                |                   |      | Oakland Athletics | V    | Pittsburgh Pirates    | S            |
| 1973             |                |                |                   |      | Oakland Athletics | S    |                       |              |
| 1974             |                |                |                   |      | Oakland Athletics | S    |                       |              |
| 1979             |                |                |                   |      | California Angels | V    | Pittsburgh Pirates    | S            |
| 1983             |                |                |                   |      | Chicago White Sox | V    | Philadelphia Phillies | V            |
| 1996             |                |                | Cleveland Indians | V    | New York Yankees  | S    |                       |              |
| 1997             |                |                | Seattle Mariners  | V    | Cleveland Indians | S    |                       |              |
| 2012             | Texas Rangers  | V              | New York Yankees  | S    |                   |      |                       |              |

## Statistiche e date storiche
La migliore stagione per la franchigia è stata quella 1969 quando gli Orioles chiusero con un record di 109 vinte e 53 perse; la peggiore è stata quella del 2018 con un record di 47 vinte e 115 perse.
Le apparizione dei Baltimore Orioles alle World Series sono sei: 1966, 1969, 1970, 1971, 1979, 1983, con tre vittorie, nel 1966 contro i Los Angeles Dodgers, nel 1970 contro i Cincinnati Reds e nel 1983 contro i Philadelphia Phillies.
L'ultima stagione con record positivo della squadra risale al 1997 quando gli Orioles chiusero con un record di 96 gare vinte e 66 perse.
Per cinque volte un giocatore degli Orioles ha ricevuto il Major League Baseball Most Valuable Player Award: nella stagione 1964 Brooks Robinson, nel 1966 Frank Robinson, nel 1970 Boog Powell mentre nelle stagioni 1983 e 1991 Cal Ripken Jr.
Per due volte un manager degli Orioles ha ricevuto il Manager of the Year award: nel 1989 Frank Robinson e nella stagione 1997 Davey Johnson
Per sei volte un giocatore al primo anno degli Orioles ha ricevuto il MLB Rookye of the Year award: è successo nella stagione 1960 a Ron Hansen, nel 1965 a Curt Blefary, nel 1973 ad Al Bumbury, nel 1977 ad Eddie Murray, nella stagione 1982 a Cal Ripken Jr. e infine nel 1989 a Gregg Olson.
Il 6 settembre del 1995 contro i California Angels, Cal Ripken, Jr. ha giocato la sua 2131ª partita consecutiva nella MLB stabilendo il nuovo record della lega. Il precedente record resisteva da cinquantasei anni e apparteneva a Lou Gehrig.
La città di Baltimora ha ospitato per due volte il Major League Baseball All-Star Game, uno nel 1958 e uno nel 1993; per sei volte un giocatore degli Orioles ha ricevuto il MLB All-Star Game MVP award: Brook Ronbinson nel 1966, Frank Robinson nel 1971, Cal Ripken Jr. nel 1991 e nel 2001, Roberto Alomar nel 1998 e Miguel Tejada nel 2005.

## Tradizioni

Logo dell'MLB All-Star Game 1993, giocato a Baltimora

Dal 1980 è in vigore una particolare tradizione a Cadmen Yards: durante il settimo inning viene suonata la canzone "Thank God I'm A Country Boy" di John Denver, solitamente dopo il motivetto "Take Me Out to the Ballgame" ma in varie occasioni accompagnato da altri jingle.
I tifosi degli Orioles accompagnano la canzone intonando le parole e sottolineando con un lungo "Oooooohhhh!!" la parte centrale, con un riferimento al nomignolo degli Orioles, "the O's" appunto.

## Giocatori importanti

### Membri della Baseball Hall of Fame
| Hall of Famer dei Baltimore Orioles |      |                 |      |
| Giocatore                           | Anno | Giocatore       | Anno |
| Roberto Alomar                      | 2011 | Cal Ripken, Jr. | 2007 |
| Luis Aparicio                       | 1984 | Robin Roberts   | 1976 |
| Pat Gillick                         | 2011 | Brooks Robinson | 1983 |
| Whitey Herzog                       | 2010 | Frank Robinson  | 1982 |
| Reggie Jackson                      | 1993 | Earl Weaver     | 1996 |
| George Kell                         | 1983 | Hoyt Wilhelm    | 1985 |
| Eddie Murray                        | 2003 | Dick Williams   | 2008 |
| Jim Palmer                          | 1990 |                 |      |

Nota
I giocatori in grassetto sono riprodotti nella Hall of Fame con l'uniforme degli Orioles

### Numeri ritirati
| Frank Robinson RF, Mgr Ritirato nel 1972 | Brooks Robinson 3B Ritirato nel 1977 | Earl Weaver Manager Ritirato nel 1982 | Jim Palmer P Ritirato nel 1985 | Eddie Murray 1B Ritirato nel 1998 | Cal Ripken, Jr. SS, 3B Ritirato nel 2001 | Jackie Robinson† 2B Retired 1997 |

Nota: Il numero 44 di Elrod Hendricks non è stato ritirato ma non viene più assegnato.
†Il numero 42 di Jackie Robinson è stato ritirato da tutta la Major League Baseball

## Record stagionali
- Miglior media in battuta: .340, Melvin Mora (2004)
- Maggior numero di gare: 163, Brooks Robinson (1961, 1964) e Cal Ripken, Jr. (1996)
- Maggior numero di punti: 132, Roberto Alomar (1996)
- Maggior numero di valide: 214, Miguel Tejada (2006)
- Miglior % slugging: .646, Jim Gentile (1961)
- Maggior numero di doppi: 56, Brian Roberts (2009)
- Maggior numero di tripli: 12, Paul Blair (1967)
- Maggior numero di fuoricampo: 50, Brady Anderson (1996)
- Maggior numero di punti battuti a casa: 150, Miguel Tejada (2004)
- Maggior numero di basi rubate: 57, Luis Aparicio (1964)
- Maggior numero di vittorie: 25, Steve Stone (1980)
- Minore media PGL: 1.95, Dave McNally (1968)
- Strikeout: 221, Érik Bédard (2007)
- Gare complete: 25, Jim Palmer (1975)
- Salvezze: 51, Jim Johnson (2012)

## Affiliate nella Minor League
| Livello | Team                | League                  | Città                                |
| ------- | ------------------- | ----------------------- | ------------------------------------ |
| AAA     | Norfolk Tides       | Triple-A East           | Norfolk, Virginia                    |
| AA      | Bowie Baysox        | Double-A Northeast      | Bowie, Maryland                      |
| A+      | Aberdeen IronBirds  | High-A East             | Aberdeen, Maryland                   |
| A-      | Delmarva Shorebirds | Low-A East              | Salisbury, Maryland                  |
| Rookie  | FCL Orioles Black   | Florida Complex League  | Sarasota, Florida                    |
| Rookie  | FCL Orioles Orange  | Florida Complex League  | Sarasota, Florida                    |
| Rookie  | DSL Orioles 1       | Dominican Summer League | Santo Domingo, Repubblica Dominicana |
| Rookie  | DSL Orioles 2       | Dominican Summer League | Santo Domingo, Repubblica Dominicana |